# Эссон
Эссо́н (фр. Esson) — коммуна во Франции, находится в регионе Нижняя Нормандия. Департамент коммуны — Кальвадос. Входит в состав кантона Тюри-Аркур. Округ коммуны — Кан.
Код INSEE коммуны — 14251.

## Население
Население коммуны на 2010 год составляло 457 человек.
| 1962 | 1968 | 1975 | 1982 | 1990 | 1999 | 2010 |
| ---- | ---- | ---- | ---- | ---- | ---- | ---- |
| 310  | 304  | 275  | 263  | 297  | 335  | 457  |

## Экономика
В 2010 году среди 308 человек трудоспособного возраста (15—64 лет) 232 были экономически активными, 76 — неактивными (показатель активности — 75,3 %, в 1999 году было 70,6 %). Из 232 активных жителей работали 209 человек (106 мужчин и 103 женщины), безработных было 23 (13 мужчин и 10 женщин). Среди 76 неактивных 27 человек были учениками или студентами, 32 — пенсионерами, 17 были неактивными по другим причинам.